# Ophicardelus sulcatus
Ophicardelus sulcatus är en snäckart som beskrevs av H. och Arthur Adams 1855. Ophicardelus sulcatus ingår i släktet Ophicardelus och familjen dvärgsnäckor. IUCN kategoriserar arten globalt som livskraftig. Inga underarter finns listade i Catalogue of Life.